# Michael Kraus
Michael Kraus (Göppingen, 28 de septiembre de 1983) es un exjugador de balonmano alemán que jugaba de central. Su último equipo fue el SG BBM Bietigheim de la Bundesliga. Fue un componente de la selección de balonmano de Alemania.
Con la selección ganó la medalla de oro en el Campeonato Mundial de Balonmano Masculino de 2007.
Quedó tercero en la votación al mejor jugador del mundo del 2007.

## Palmarés

### TBV Lemgo
- Copa EHF (1): 2010

### Hamburgo
- Liga de Alemania de balonmano (1): 2011
- Liga de Campeones de la EHF (1): 2013

### Frisch Auf Göppingen
- Copa EHF (1): 2016

## Clubes
- Frisch Auf Göppingen (2002-2007)
- TBV Lemgo (2007-2010)
- HSV Hamburg (2010-2013)
- Frisch Auf Göppingen (2013-2016)
- TVB Stuttgart 1898 (2016-2019)
- SG BBM Bietigheim (2019-2020)